# Halové mistrovství světa v atletice 1995

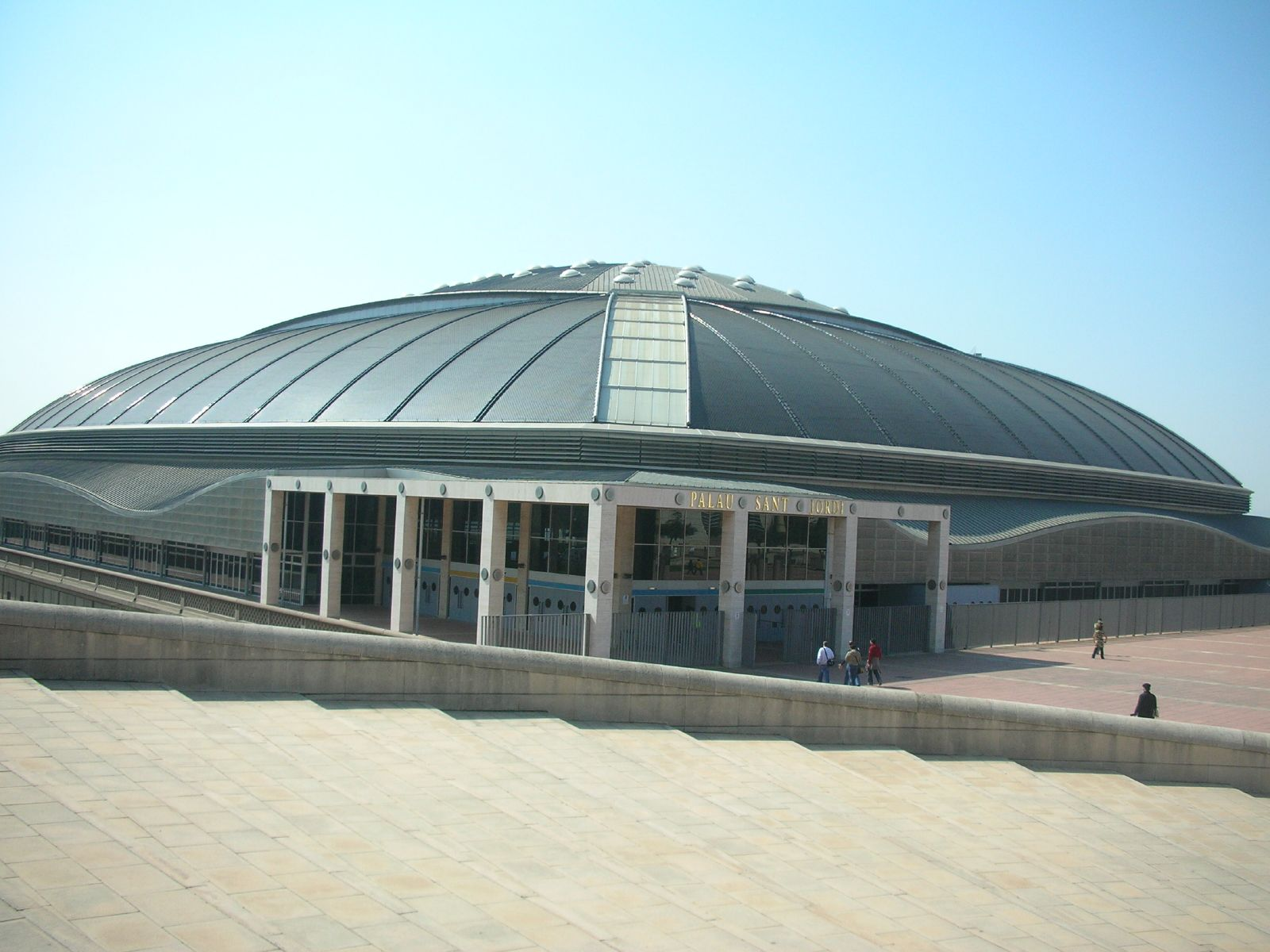
Hala Palau Sant Jordi, dějiště HMS 1995

5. halové mistrovství světa v atletice bylo pořádáno ve španělské Barceloně ve dnech 10. – 12. března 1995 v hale Palau Sant Jordi. Šampionátu se zúčastnilo celkově 602 atletů a atletek ze 130 zemí světa.
Zlatou medaili v kouli žen získala původně Ruska Larisa Pelešenková (19,93 m). Diskvalifikovány byly později také běžkyně na 1500 metrů. Ruska Ljubov Kremljovová ze třetího místa (4:13,19) a Rumunka Violeta Becleaová ze čtvrtého místa (4:16,32), která později dostala za doping tříletý trest.

## Česká účast
Českou republiku na tomto šampionátu reprezentovalo 15 atletů (6 mužů a 9 žen).

## Medailisté

### Muži
| Soutěž            | Zlato                                                         | Stříbro                                                                | Bronz                                                                      |
| ----------------- | ------------------------------------------------------------- | ---------------------------------------------------------------------- | -------------------------------------------------------------------------- |
| 60 m              | Bruny Surin 6,46                                              | Darren Braithwaite 6,51                                                | Robert Esmie 6,55                                                          |
| 200 m             | Geir Moen 20,58                                               | Troy Douglas 20,94                                                     | Sebastian Keitel 20,98                                                     |
| 400 m             | Darnell Hall 46,17                                            | Sunday Bada 46,38                                                      | Michail Vdovin 46,65                                                       |
| 800 m             | Clive Terrelonge 1:47,30                                      | Benson Koech 1:47,51                                                   | Pavel Soukup 1:47,74                                                       |
| 1500 m            | Hišám Al-Karúdž 3:44,54                                       | Mateo Cañellas 3:44,85                                                 | Erik Nedeau 3:44,91                                                        |
| 3000 m            | Gennaro Di Napoli 7:50,89                                     | Anacleto Jiménez 7:50,98                                               | Brahim Jabbour 7:51,42                                                     |
| 60 m př.          | Allen Johnson 7,39                                            | Courtney Hawkins 7,41                                                  | Tony Jarrett 7,42                                                          |
| Štafeta 4 × 400 m | USA 3:07,37 Rod Tolbert Calvin Davis Tod Long Frankie Atwater | Itálie 3:09,12 Fabio Grossi Andrea Nuti Roberto Mazzoleni Ashraf Saber | Japonsko 3:09,73 Masayoshi Kan Seiji Inagaki Tomonari Ono Hiroyuki Hayashi |
| Skok do výšky     | Javier Sotomayor 2,38 m                                       | Labros Papakostas 2,35 m                                               | Tony Barton 2,32 m                                                         |
| Skok o tyči       | Sergej Bubka 5,90 m                                           | Igor Potapovič 5,80 m                                                  | Okkert Brits 5,75 m Andrej Tivontchik 5,75 m                               |
| Skok daleký       | Iván Pedroso 8,51 m                                           | Mattias Sunneborn 8,20 m                                               | Erick Walder 8,14 m                                                        |
| Trojskok          | Brian Wellman 17,72 m                                         | Yoelbi Quesada 17,62 m                                                 | Serge Hélan 17,06 m                                                        |
| Vrh koulí         | Mika Halvari 20,74 m                                          | C.J. Hunter 20,58 m                                                    | Dragan Perič 20,36 m                                                       |
| Sedmiboj          | Christian Plaziat 6 246 bodů                                  | Tomáš Dvořák 6 169 bodů                                                | Henrik Dagård 6 142 bodů                                                   |

### Ženy
| Soutěž            | Zlato                                                                                        | Stříbro                                                                           | Bronz                                                                         |
| ----------------- | -------------------------------------------------------------------------------------------- | --------------------------------------------------------------------------------- | ----------------------------------------------------------------------------- |
| 60 m              | Merlene Otteyová 6,97                                                                        | Melanie Paschkeová 7,10                                                           | Carlette Guidryová 7,11                                                       |
| 200 m             | Melinda Gainsfordová 22,64                                                                   | Pauline Davisová 22,68                                                            | Natalja Voronovová 23,01                                                      |
| 400 m             | Irina Privalovová 50,23                                                                      | Sandie Richardsová 51,38                                                          | Daniela Georgieva 51,78                                                       |
| 800 m             | Maria Mutolaová 1:57,62                                                                      | Jelena Afanasjevová 1:59,79                                                       | Letitia Vriesdeová 2:00,36                                                    |
| 1500 m            | Regina Jacobsová 4:12,61                                                                     | Carla Sacramentová 4:13,02                                                        | Maite Zúñigaová 4:16,63                                                       |
| 3000 m            | Gabriela Szabóová 8:54,50                                                                    | Lynn Jenningsová 8:55,23                                                          | Joan Nesbitová 8:56,08                                                        |
| 60 m př.          | Aliuska Lópezová 7,92                                                                        | Olga Šišiginová 7,92                                                              | Brigita Bukovecová 7,93                                                       |
| Štafeta 4 × 400 m | Rusko 3:29,29 Taťjana Čebykinová Jelena Ruzinová Jekatěrina Kulikovová Světlana Gončarenková | Česko 3:30,27 Naděžda Koštovalová Helena Dziurová Hana Benešová Ludmila Formanová | USA 3:31,43 Nelrae Pashaová Tanya Dooleyová Kim Grahamová Flirtisha Harrisová |
| Skok do výšky     | Alina Astafeiová 2,01 m                                                                      | Britta Bilačová 1,99 m                                                            | Heike Henkelová 1,99 m                                                        |
| Skok daleký       | Ljudmila Galkinová 6,95 m                                                                    | Irina Mušajilovová 6,90 m                                                         | Susen Tiedtkeová 6,90 m                                                       |
| Trojskok          | Jolanda Čenová 15,03 m                                                                       | Iva Prandževová 14,71 m                                                           | Ren Ruipingová 14,37 m                                                        |
| Vrh koulí         | Kathrin Neimkeová 19,40 m                                                                    | Connie Smithová 19,12 m                                                           | Grit Hammerová 19,02 m                                                        |
| Pětiboj           | Světlana Moskalecová 4 834 bodů                                                              | Kym Carterová 4 632 bodů                                                          | Irina Tjuchajová 4 622 bodů                                                   |

## Medailové pořadí
| Umístění | Stát           | Zlato | Stříbro | Bronz | Celkem |
| -------- | -------------- | ----- | ------- | ----- | ------ |
| 1.       | Rusko          | 5     | 2       | 3     | 10     |
| 2.       | USA            | 4     | 5       | 6     | 15     |
| 3.       | Kuba           | 3     | 1       | 0     | 4      |
| 4.       | Německo        | 2     | 1       | 4     | 7      |
| 5.       | Jamajka        | 2     | 1       | 0     | 3      |
| 6.       | Bermudy        | 1     | 1       | 0     | 2      |
| 6.       | Itálie         | 1     | 1       | 0     | 2      |
| 8.       | Francie        | 1     | 0       | 1     | 2      |
| 8.       | Kanada         | 1     | 0       | 1     | 2      |
| 8.       | Maroko         | 1     | 0       | 1     | 2      |
| 11.      | Austrálie      | 1     | 0       | 0     | 1      |
| 11.      | Finsko         | 1     | 0       | 0     | 1      |
| 11.      | Mosambik       | 1     | 0       | 0     | 1      |
| 11.      | Norsko         | 1     | 0       | 0     | 1      |
| 11.      | Rumunsko       | 1     | 0       | 0     | 1      |
| 11.      | Ukrajina       | 1     | 0       | 0     | 1      |
| 17.      | Česko          | 0     | 2       | 1     | 3      |
| 17.      | Španělsko      | 0     | 2       | 1     | 3      |
| 19.      | Kazachstán     | 0     | 2       | 0     | 2      |
| 20.      | Bulharsko      | 0     | 1       | 1     | 2      |
| 20.      | Slovinsko      | 0     | 1       | 1     | 2      |
| 20.      | Švédsko        | 0     | 1       | 1     | 2      |
| 20.      | Velká Británie | 0     | 1       | 1     | 2      |
| 24.      | Bahamy         | 0     | 1       | 0     | 1      |
| 24.      | Keňa           | 0     | 1       | 0     | 1      |
| 24.      | Nigérie        | 0     | 1       | 0     | 1      |
| 24.      | Portugalsko    | 0     | 1       | 0     | 1      |
| 24.      | Řecko          | 0     | 1       | 0     | 1      |
| 29.      | Čína           | 0     | 0       | 1     | 1      |
| 29.      | Chile          | 0     | 0       | 1     | 1      |
| 29.      | Japonsko       | 0     | 0       | 1     | 1      |
| 29.      | JAR            | 0     | 0       | 1     | 1      |
| 29.      | Surinam        | 0     | 0       | 1     | 1      |
| 29.      | SR Jugoslávie  | 0     | 0       | 1     | 1      |